# Vogelenzang, 5
Vogelenzang, 5 is het tweede album van de Belgische zanger Jan De Wilde uit 1972.

## Tracklist
1. Een vrolijk lentelied
2. Mieke Crick
3. Jan de grote griezel
4. Huis van bewaring
5. Apocalyps
6. Een vrolijk advertentielied
7. Rustig lied
8. Voor de rest
9. Walter, ballade van een goudvis
10. Tillie
11. Idee

## Meewerkende muzikanten
- Producer:
  - Frans Ieven
  - Joost Philips
- Muzikanten:
  - Jan De Wilde (gitaar, zang)
  - Kris De Bruyne (gitaar, zang)
  - Raymond van het Groenewoud (basgitaar, orgel, piano, zang)
  - Cees De Jonghe (gitaar, mandoline)
  - Frans Ieven (basgitaar, piano, zang)
  - Joost Philips (handgeklap)
  - Paul Richings (drums)